# Selección de waterpolo de los Estados Unidos
La Selección de waterpolo de los Estados Unidos es el equipo formado por jugadores de nacionalidad estadounidense que representa en las competiciones internacionales de waterpolo.
En el 2015 obtuvo la medalla de oro en los Juegos Panamericanos que se realizó en Toronto con 11-9 frente a la final con Brasil.